# Ищван Гуляш
Ищван Гуляш (на унгарски: István Gulyás) е унгарски тенисист.

## Биография
Ищван Гуляш е роден на 13 октомври 1931 г. в Печ, Унгария.

## Кариера
Ищван Гуляш е втория унгарски тенисист, който е финалист от Големия шлем. Той губи във финала на Откритото първенство на Франция за мъже през 1966 г. от Тони Роуч, след като позволи мачът да бъде отложен с 24 часа, за да може Роуч да се възстанови от контузия в глезена. Това е единственият финал на Гуляш от Големия шлем, въпреки че той стига до полуфинал на турнира през следващата година, и до четвъртфинал през 1971 г.
Ищван Гуляш е класиран в Топ 10 на света повече от един път и държи рекорда за най-много титли от националния шампионат на Унгария, като го печели 15 пъти в кариерата си. Ланс Тингей от „Дейли Телеграф“ класира Гуляш като номер 8 в света през 1966 г.

## Кариерна статистика

#### Финали на турнири от Голям шлем (1)
| година | турнир      | съперник  | резултат      |
| ------ | ----------- | --------- | ------------- |
| 1966   | Ролан Гарос | Тони Роуч | 1–6, 4–6, 5–7 |